# Болдырев, Сергей Сергеевич
Сергей Сергеевич Болдырев (англ. Sergey Boldyrev; 10 мая 1991, Москва) — российский музыкант, вокалист, гитарист, автор песен и основатель экспериментальной рок-группы Cloud Maze.

## Биография
Родился 10 мая 1991 года в городе Москва. В возрасте 7 лет начал заниматься вокалом.
Профессионально увлекся музыкой в 13 лет, начал писать первые песни.
В 2004 году собрал рок группу, которая называлась «The shame». В её состав вошли друзья и одноклассники юного музыканта.
В 2007 году Сергей окончил школу и поступил в университет — Финансовую академию при Правительстве РФ по специальности экономист.
К 23 годам уже имел два высших экономических образования, дополнительно закончив с красным дипломом Российская Академия народного хозяйства.

## Музыкальная карьера
В 2004 году Сергей организовал музыкальную группу под названием «The shame».
В 2006 году в состоялся первый концерт Сергея в Москве. Это был дебютный концерт группы.
В 2007 году группа отметила своё 3-х летие совместным концертом с группой Ундервуд.
В 2009 году группа The Shame прекратила своё существование на фоне возникших творческих разногласий. После распада группы Сергей начал подбирать людей для нового проекта под названием Cloud Maze .
В 2010 году группа выступила на фестивале в Евпатории совместно с российской хеви-метал группой Ария (группа).
В 2013 году состав группы сформировался окончательно. Стиль музыки приобрёл новые очертания, преобразовавшись в экспериментальный поп-рок.
В мае 2013 года Сергей с группой отправляется в свой первый тур по Италии, который включает в себя шесть концертов в городах Milan , Brescia , Peschiera del Garda и сопровождается двумя интервью на местных радиостанциях Италии.
В октябре 2013 группа отправляется в совместный тур с группой Adaen по городам России и Украины.
Осенью 2014 года Сергей издаёт свой дебютный альбом под названием «Maybe, U Decide». Альбом записывается собственными силами группы Cloud Maze и публикуется на таких каналах дистрибуции, как iTunes, DEEZER, Spotify, Google play, Shazam и прочие.
В октябре 2014 года Сергей Болдырев со своим коллективом отправляется в путешествие по Европе в поддержку дебютного диска «Maybe, U Decide», которое включило в себя выступления в шести странах — Чехия, Италия, Франция, Нидерланды, Бельгия и Германия. В ходе этой поездки состоялось восемь концертов и два интервью для радиостанций Италии и Амстердама.
В 2015 году журнал Rolling Stone публикует статью о музыканте и группе Cloud Maze.
Также фронтмен Cloud Maze, Сергей Болдырев, удостоился комплиментов от барабанщика австралийской рок-группы AC/DC Криса Слейда.
В марте 2015 года Сергей даёт интервью музыкальному сообществу Jamendo, в котором подробно рассказывает про начинания в музыкальной карьере и дебютный альбом"Maybe, U Decide".
В мае 2015 года Сергей с группой удостоились возможности представлять Россию в большом фестивале «All That Music Matters» в Сингапуре, совместно с такими певцами, как Bastian Baker, Jeremy Loops, Kingston Rudieska, Farryl Purkiss, Mamas Gun и другими.
Два года подряд (2015—2016 г. г.) был участником крупного фестиваля звезд российской эстрады на Выпускном в Crocus City Hall, среди участников фестиваля были Emin, Митя Фомин, Бандэрос, Пицца, Юлия Ковальчук, Виктория Дайнеко, Моя Мишель, Город 312, Глюкоза и другие.
В 2016 году Сергей Болдырев со своим коллективом Cloud Maze был номинирован на две музыкальные премии:
1. «Oops!Choice awards» 2016 в номинации «Прорыв года». Среди номинантов Alekseev, Cloud Maze, Open Kids, Никита Пресняков и группа Multiverse и др.
2. Кандидаты на «Реальная премия MusicBox» в номинации «Вне формата». Не прошли в номинанты. Среди кандидатов на премию Дельфин, On the go, PHARAON, Ассаи, Чаян Фамали, Pompeya и другие.
В 2017 году Сергей Болдырев/Cloud Maze стал лауреатом музыкальной премии «Jagermeister Music Awards 2017» в номинации «People’s Choice awards: Russia»

## Награды
1. Победа в номинации «Прорыв года» премии Oops! Choice awards 2016
2. Победа в номинации «People’s Choice awards: Russia» премии Jagermeister Music Awards 2017

## Коллективы
Рок-группа Cloud Maze (2013 г. — по н.в.)
Рок-группа The Shame (2004—2013 г.г.)

## Видеография, клипы
- Осень 2016 года клип TTL в ротации двух телеканалов России, Russian MusicBox и Музыка Первого
- Лето 2016 года клип Trick в ротации телеканала Russian MusicBox.
- Зима 2016 года клипWinter, в ротации трёх телеканалов России, Russian MusicBox, НАШЕ ТВ и «Музыка Первого».
- Лето 2018 года клип Kleptocussion, в ротации телеканала «Музыка Первого».
- Январь 2019 года релиз клипа Doctor

## Участие в ТВ-проектах
1. В 2011 году принял участие в проекте на канале Рен ТВ в проекте «Званный ужин»
2. В 2012 году на канале Mtv
3. В феврале 2013 года принял участие в съёмках программы 10 поводов влюбиться (ссылка) на канале Ю
4. Идеальное предложение на канале Ю
5. В середине 2016 года стал объектом для обсуждения в программе Модная полиция на канале СТС
6. В 2016 году дважды был приглашён на канал Пятница
7. Принимал участие в программе Барышня и Крестьянка на канале Пятница